# NGC 4494
NGC 4494 là tên của một thiên hà elip nằm trong chòm sao Hậu Phát. Khoảng cách của nó với Trái Đất là 45 triệu năm ánh sáng và kích thước biểu kiến của nó là 60000 năm ánh sáng. Năm 1785, nhà thiên văn học người Anh gốc Đức William Herschel phát hiện ra thiên hà này.

## Đặc tính
Tại trung tâm thiên hà này có chứa một lỗ đen siêu khối lượng với khối lượng xấp xỉ của nó là khoảng gấp 26.9 ± 20.4 triệu lần khối lượng mặt trời. Các nhà nghiên cứu phát hiện ra nó dựa trên tốc độ phát tán. Các hình ảnh của NGC 4494 chụp bằng kính viễn vọng không gian Hubble cho thấy ở nhân của nó có một cấu trúc đai tại thành từ bụi. Trục bán nguyệt của nó là 0,6', tương đương với 60 parsec với khoảng cách của NGC 4494 với Trái Đất chúng ta. Cấu trúc đai đó đối xứng, ý chỉ rằng bụi đã ở trong thiên hà này sau một sự hợp nhất với một thiên hà giàu chất khí. Lõi của nó tách riêng ra một cách chuyển động học, giống với nhiều thiên hà elip khác, điều này có thể là do kết quả của sự hợp thành thiên hà.

## Thiên hà lân cận
NGC 4494 là thiên hà thành viên của nhóm NGC 4565, được đặt theo tên của thiên hà xoắn ốc NGC 4565. Nhóm này có các thiên hà khác là NGC 4525, NGC 4562, NGC 4570, NGC 4725 và NGC 4747. Bên cạnh đó, nó còn là thành viên của nhóm Coma I, một phần của siêu đám Xử Nữ.

## Dữ liệu hiện tại
Theo như quan sát, đây là thiên hà nằm trong chòm sao Hậu Phát và dưới đây là một số dữ liệu khác:
Xích kinh 12h 31m 24.1s
Độ nghiêng +25° 46′ 31″
Giá trị dịch chuyển đỏ 1342 ± 5 km/s
Cấp sao biểu kiến 9.7
Kích thước biểu kiến 4′.8 × 3′.5
Loại thiên hà E1-2 